# Фаркашени (Јаши)
Фаркашени (рум. Fărcășeni) насеље је у Румунији у округу Јаши у општини Струнга. Oпштина се налази на надморској висини од 244 m.

## Становништво
Према подацима из 2002. године у насељу је живело 1949 становника, од којих су сви румунске националности.